# وادي الهول
وادي الهول هو موقع على طريق عسكري قديم يربط طيبة بأبيدوس، ويضم العديد من النقوش الحجرية. تشهد بعض النقوش على استخدام هذا الطريق لتزويد معبد طيبة.
تغطي هذه النقوش فترة تاريخية واسعة للغاية، أقدمها يرجع إلى عصر ما قبل الأسرات المصرية. يشتهر هذا الموقع بأقدم نقوش الأبجدية السينائية الأولية المعروفة، والتي تشكل الأساس الذي سيتم من خلاله تشكيل الحروف الهجائية.
معظم النقوش الأخرى هي كتابات هيراطيقية وهيروغليفية. هناك ألقاب وأسماء، ولكن هناك نصوص أدبية ومراجع للاحتفالات الدينية التي يتم الاحتفال بها في هذه الصحراء العميقة. يقع وادي الهول على طريق فرشوط، شمال غرب الأقصر على منحنى قنا، يقع على الضفة الغربية لنهر النيل في مصر. تظهر النقوش الصخرية في الوادي أقدم الأمثلة على الكتابة الأبجدية الصوتية المكتشفة حتى الآن.

## تاريخ
في عام 1993، عثرت عالمة المصريات الأمريكية ديبورا دارنيل وزوجها آنذاك جون دارنيل على أحرف في نقشين صخريين من سطر واحد منحوت في منحدرات من الحجر الجيري في وادي الهول. عادوا إلى الموقع لعدة مواسم خلال التسعينيات لمزيد من دراسة النقوش. في عام 1999، نشروا أبحاثهم أخيرًا، وخلصوا إلى أنهم عثروا على أقدم أبجدية باقية، والتي يعود تاريخها إلى حوالي 1900 إلى 1800 قبل الميلاد. على وجه الخصوص، يبدو أن النقوش تشبه الأبجدية السينائية الأولية من سرابيط الخادم.نقش تل الصافي

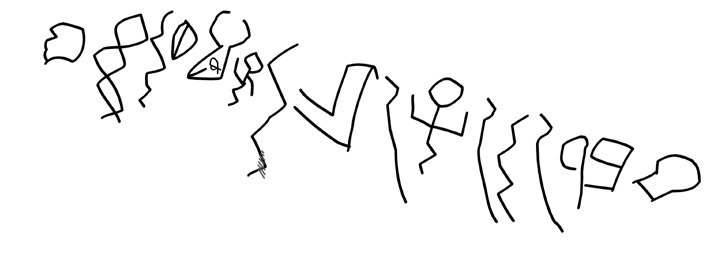
النقش رقم 1

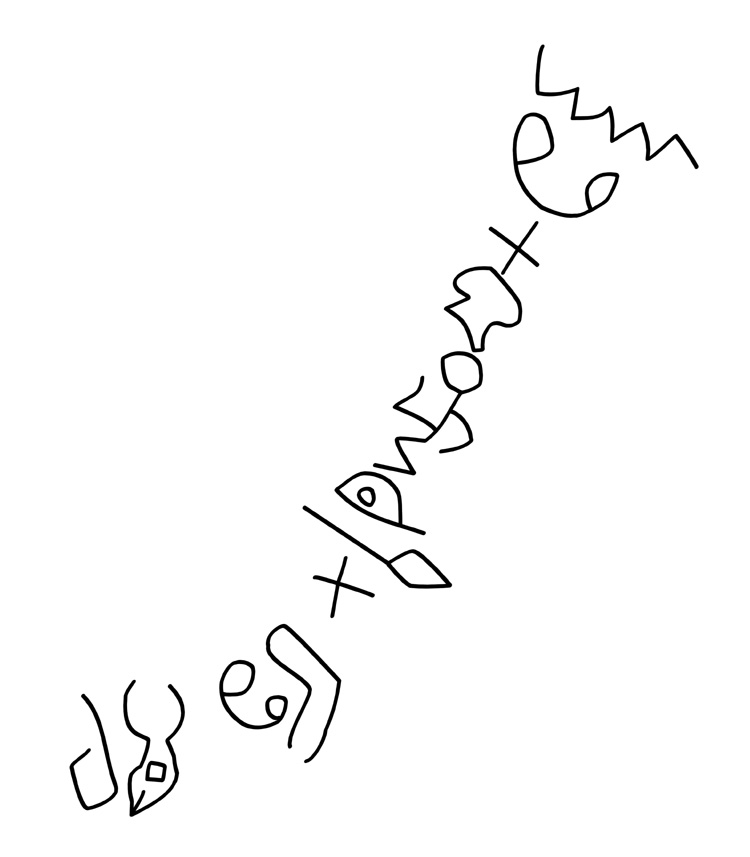
النقش رقم 2

يحتوي النقشان المعروفان سابقًا على 16 حرفًا (رقم 1) و 12 (رقم 2) بإجمالي 13 حرفًا مختلفًا. نظرًا للتشابه مع الأبجدية السينائية الأولية، يمكن تحديد القيم الصوتية المفترضة للأحرف بدرجة عالية من الاحتمال. فقط الثاني أو الثالث من الحرف الأخير من النقش 2 هو بدون موازاة مباشرة، ولهذا اقترح ديفيد فاندرهوفت الصوت ġ بالإشارة إلى الرسم التخطيطي الذي يذكرنا بطوق الحصان ويأخذ في الاعتبار مبدأ الصوت.
تتشابه العلامات إلى حد كبير مع تلك الخاصة بالأبجدية السينائية الأولية، لكنها وُجدت في أقصى الجنوب، في قلب مصر المتعلمة. لم يتم توضيح المحتوى الدقيق للنصوص الموجودة على حجرين من الحجر الجيري، ولكن يمكن قراءة الكلمات السامية الشمالية الغربية رب («عظيم، مدير المدرسة») وإيل («الله»). لذلك فإن النقوش ربما ليست من المصريين، ولكن من ساميون من فلسطين أو سوريا الذين أتوا إلى وادي النيل كعمال مناجم أو تجار أو مرتزقة.
يعتبر بريان كوليس أيضًا أن نقوش وادي الهول هي أول نقوش أبجدية، لكنه يؤكد بقوة أكبر أنه احتفظ ببعض عناصر أصله الهيراطيقي. يفترض، على سبيل المثال، مثل عالم الآثار وعالم اللغة الأمريكي وليام فوكسويل أولبرايت (1891-1971) أن الحرف n يأتي من الهيروغليفية للثعبان، لأن اسم هذه الرسالة كان في الأصل ناشاش، الكلمة الكنعانية للثعبان. من المحتمل أن تكون العلامات أكثر من حرف ساكن لكل منها، لأنها تمثل كلمات مختلفة كرموز.
يمكن أن يكون النقشان أول نقوش أبجدية معروفة. وهي مؤرخة من المملكة المصرية الوسطى (بين 1900 و 1800 قبل الميلاد).
لديهم ميزة خاصة: من خلال مبدأ الصوت (في) يستخدمون اشتقاق الهيروغليفية الصوتية المصرية لكتابة لغة سامية. استخدم مؤلفو هذين النقشين إشارات مصرية، مما أعطاهما قيمة الصوت الأول للكلمة المحددة. على سبيل المثال، يُقال المنزل «بيت» بلغة سامية: تم استخدام الإشارة المصرية لصوت «ب».
يقدم جون دارنيل سيناريو لشرح ولادة هذه الأبجدية وهذه النقوش، المرتزقة الآسيويون (عامو، الساميين) المجندين في الجيش يتعرضون للهيروغليفية. على وجه الخصوص، العلامات الصوتية الثلاثين المستخدمة لكتابة الأسماء الأجنبية، والتي ربما كانت ستُستخدم لكتابة أسمائها. غالبًا ما يكون الجنود منتشرين في الصحراء، على مثل هذه الطرق، أو يتم إرسالهم في رحلات استكشافية مما يفسر أيضًا وجود نقوش مماثلة في نفس الوقت في سرابيط الخادم. يوفر هذا بيئة مواتية لنظرية «الأسماء الأجنبية» لبنيامين ساس.
تتطابق أحرف النقش جزئيًا مع أحرف النقش في سرابيط الخادم ونقوش الأبجدية الكنعانية الأولية، لكن بعضها يشبه الخط الهيروغليفي، مما يثير فرضية أن الأبجدية الخطية تطورت من الكتابة الهيروغليفية.

## النقوش
في الخط العمودي، نجد العلامات التالية، المشار إليها بالهيروغليفية التي ربما كانت بمثابة نموذج، بالإضافة إلى الحرف في الأبجدية اللاتينية:
| F1 |

| F1 |

| T14 |

| T14 |

| A28 |

| A28 |

| S39 |

| S39 |

| N35 |

| N35 |

| I10 |

| I10 |

| D4 |

| D4 |

| D1 |

| D1 |

| N6 |

| N6 |

في الخط الأفقي، نجد العلامات التالية، المشار إليها بالهيروغليفية التي ربما كانت بمثابة نموذج، بالإضافة إلى الحرف الموجود في الأبجدية اللاتينية:
| F1 |

| F1 |

| O1 |

| O1 |

| T14 |

| T14 |

| A28 |

| A28 |

| N35 |

| N35 |

| I10 |

| I10 |

| D21 |

| D21 |

| D1 |

| D1 |